# SuperMAC
SuperMAC es un protocolo de audio en red que combina soportes físicos y soportes lógicos a través de Ethernet para la transmisión y gestión de múltiples canales de audio sin compresión.

## Origen
SuperMAC nace en 2005, parte de una de las revisiones de AES50 creada por Sony Pro Audio Lab para la consola digital digital XL8 de la empresa Midas. Las empresas Midas Y Klark Teknik  presentaron esta revisión al comité de normas (Standards Comittee) de AES  SC-02-02 para incluir mejoras basadas en la experiencia y aplicaciones en el mundo real. Dichas revisiones son de las más utilizadas hoy en día para conciertos y eventos en vivo. Posteriormente, en el año 2007, la empresa Klark Teknik compra la patente de SuperMAC.

## Características
Utiliza un protocolo de audio de capa 2 con una conexión de red punto a punto, además de un sistema FEC que permite la corrección de errores en la recepción de la señal digital y evita el reenvío de paquetes perdidos.

### Conexionado
El sistema SuperMAC utiliza la siguiente configuración de conexionado :
1. Transmisor de datos de audio +
2. Transmisor de datos de audio –
3. Receptor de datos de audio +
4. Emisor de señal de sincronización +
5. Emisor de señal de sincronización –
6. Receptor de datos de audio –
7. Receptor de señal de sincronización +

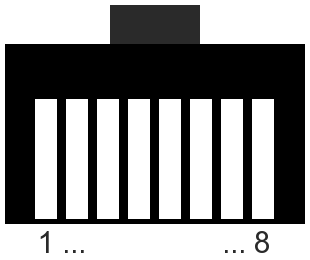

8. Receptor de señal de sincronización –

## Especificaciones
- 48 canales de audio bidireccionales sobre un cable RJ-45 de Cat 5/Cat 5e (48 kHz) (100 Metros)
- 24 canales de audio bidireccionales sobre un cable RJ-45 de Cat 5/Cat 5e (96 kHz) (100 Metros)
- Baja latencia: 6 muestras (62.50 μs) a 96 kHz (3 muestras (62.50 μs) a 48 kHz
- 12,5 Mb/s sobre un cable de cobre CAT5/CAT5e (100 metros)
- canal auxiliar de datos con protocolo TCP/IP para control a 5 Mbit/s

## Puntos fuertes
- Distribución exacta del reloj de baja fluctuación alineado en fase
- Único cable bidireccional (RJ-45) para interconexión de audio
- Fácil configuración y uso